# Campeonato Mundial de Curling Mixto Doble de 2023
El XVI Campeonato Mundial de Curling Mixto Doble se celebró en Gangneung (Corea del Sur) entre el 22 y el 29 de abril de 2023 bajo la organización de la Federación Mundial de Curling (WCF) y la Federación Surcoreana de Curling.
Las competiciones se realizaron en el Centro de Curling de la ciudad surcoreana.
Los jugadores de Rusia fueron excluidos de este campeonato debido a la invasión rusa de Ucrania.

## Tabla de posiciones
| Pos | Grupo A         | G | P | G–P |
| --- | --------------- | - | - | --- |
| 1   | Canadá          | 8 | 1 | –   |
| 2   | Estonia         | 7 | 2 | 1–0 |
| 3   | Escocia         | 7 | 2 | 0–1 |
| 4   | Australia       | 5 | 4 | –   |
| 5   | Dinamarca       | 4 | 5 | 1–1 |
| 6   | Italia          | 4 | 5 | 1–1 |
| 7   | Países Bajos    | 4 | 5 | 1–1 |
| 8   | República Checa | 3 | 6 | –   |
| 9   | Corea del Sur   | 2 | 7 | –   |
| 10  | Hungría         | 1 | 8 | –   |

| Pos | Grupo B        | G | P | G–P |
| --- | -------------- | - | - | --- |
| 1   | Japón          | 8 | 1 | –   |
| 2   | Estados Unidos | 7 | 2 | 2–0 |
| 3   | Noruega        | 7 | 1 | 1–1 |
| 4   | Suiza          | 7 | 1 | 0–2 |
| 5   | Suecia         | 4 | 5 | 2–0 |
| 6   | Turquía        | 4 | 5 | 1–1 |
| 7   | España         | 4 | 5 | 0–2 |
| 8   | Austria        | 2 | 7 | 1–0 |
| 9   | Alemania       | 2 | 7 | 0–1 |
| 10  | Inglaterra     | 0 | 9 | –   |

## Cuadro final
|  | Clasif. a semifinales | Clasif. a semifinales |                |   | Semifinales | Semifinales  |              |                | Final   | Final |  |
|  |                       |                       |                |   |             |              |              |                |         |       |  |
|  |                       |                       |                |   |             |              |              |                |         |       |  |
|  |                       |                       |                |   |             |              |              |                |         |       |  |
|  |                       |                       |                |   |             |              |              |                |         |       |  |
|  |                       |                       |                |   |             |              |              |                |         |       |  |
|  |                       | Canadá                | 2              |   |             |              |              |                |         |       |  |
|  |                       |                       | 2              |   |             |              |              |                |         |       |  |
|  |                       |                       | Estados Unidos | 6 |             |              |              |                |         |       |  |
|  | Estados Unidos        | 8                     | Estados Unidos | 6 |             |              |              |                |         |       |  |
|  | Estados Unidos        | 8                     |                |   |             |              |              |                |         |       |  |
|  | Escocia               | 6                     |                |   |             |              |              |                |         |       |  |
|  | Escocia               | 6                     |                |   |             |              |              | Estados Unidos | 8       |       |  |
|  |                       |                       |                |   |             |              |              | Estados Unidos | 8       |       |  |
|  |                       |                       | Japón          | 2 |             |              |              |                |         |       |  |
|  |                       |                       | Japón          | 2 |             |              |              |                |         |       |  |
|  |                       |                       |                |   |             |              |              |                |         |       |  |
|  |                       |                       |                |   |             |              |              |                |         |       |  |
|  |                       | Japón                 | 5              |   |             | Tercer lugar | Tercer lugar |                |         |       |  |
|  |                       |                       | 5              |   |             | Tercer lugar | Tercer lugar |                |         |       |  |
|  |                       |                       | Noruega        | 4 |             |              |              |                |         |       |  |
|  | Estonia               | 5                     | Noruega        | 4 |             |              | Canadá       | 2              |         |       |  |
|  | Estonia               | 5                     |                |   |             |              | Canadá       | 2              |         |       |  |
|  | Noruega               | 8                     |                |   |             |              |              |                | Noruega | 6     |  |
|  | Noruega               | 8                     |                |   |             |              |              |                | Noruega | 6     |  |
|  |                       |                       |                |   |             |              |              |                |         |       |  |

## Medallistas
| Evento      | Oro                                       | Plata                                  | Bronce                                      |
| ----------- | ----------------------------------------- | -------------------------------------- | ------------------------------------------- |
| Mixto doble | Estados Unidos Cory Thiesse Korey Dropkin | Japón Chiaki Matsumura Yasumasa Tanida | Noruega · Martine Rønning · Mathias Brænden |